# Jan Pilař (duchovní)
Jan Pilař (5. května 1876 Třebíč – 12. března 1951 Brno-Královo Pole) byl český římskokatolický duchovní, působil v Brně. Je po něm pojmenována Pilařova ulice v Brně-Žebětíně.

## Biografie
Narodil se v Třebíči v roce 1876, stal se římskokatolickým duchovním a od roku 1915 působil jako kněz v žebětínské farnosti, kde se zasloužil o vybudování nového kostela svatého Bartoloměje a další vylepšení v rámci farnosti. Dle dalších zdrojů ve farnosti Žebětín působil i dříve, nejpozději v roce 1910, kdy byl ustaven Kostelní konkurenční výbor, jehož se stal Jan Pilař zapisovatelem. Stavbu kostela provázely finanční problémy, kdy se k nim po rozhodnutí o stavbě přidaly i problémy s krachem společnosti, která mělo kostela stavět. Jan Pilař se problémům věnoval, komunikoval také s Biskupskou konsistoří, kde se mu povedlo prosadit a získat povolení ke stavbě. Kostel byl postaven v roce 1923. Roku 1934 pak působil jako kněz ve farnosti v Králově Poli, kde měl také zajistit stavbu nového kostela, kterou se kvůli nepřízni místních občanů nepodařilo zahájit. Místní občané chtěli jako nového kněze někdejšího kaplana, a tak odmítali s Janem Pilařem na stavbě kostela spolupracovat. Dne 28. dubna 1936 se stal prvním čestným občanem Žebětína. Zemřel v roce 1951 v Brně, pohřben byl na hřbitově v Žebětíně. V roce 2004 po něm byla v Žebětíně pojmenována ulice.